# Іїмані
Іїмані або Ільїмані (ісп. Illimani, від мови аймара, означає «золотий орел») — найвища вершина Кордильєрі-Реаль (частина Кордильєри-Сентраль, хребта Анд) на північному заході Болівії. Гора розташована на північ від міста Ла-Пас, на східному схилі Альтіплано.

## Географія
Друга за висотою гора Болівії, після Невадо-Сахама, та одинадцята вершина Південної Америки. Снігова лінія розташована на висоті 4570 м над рівнем моря, а льодовики на північному схилі писинаються на висоті 4983 м. Гора має чотири головних вершини, найвищою з яких є південна, популярна серед альпіністів.
Геологічно, Іїмані складається переважно з гранодіориту, що інтродукувався за часів Кайнозойської ери у осадові породи, які формують основну масу Кордильєри-Реаль.
Ільїмані добре видимий з міста Ла-Пас та є одною з туристичних пам'яток міста. Про гору складено багато місцевих пісень, наприклад «Illimani», що має наступний приспів: ¡Illimani, Illimani, sentinela tu eres de La Paz! ¡Illimani, Illimani, patrimonio eres de Bolivia!.

## Історія підкорення
Перше відоме сходження на гору було здійснене в 1877 році С. Вінером, Дж. Ґрумковом і Х. Окампо. Ця група досягла головної вершини, але на південно-східної, на яку вперше піднялася група В. Конвея, збираючись з південного сходу. Ця група знайшла залишки аймарської верівки на висоті 6000 м, таким чином можливі сходження в доколумбові часи. Найпопулярніший маршрут на вершину зараз веде із заходу, ним вперше скористувалася німецька група Боечера, Фріца і Кюна в 1940 році. Цей маршрут зазвичай займає 4 дні, вершина досягається та третій день.